# 傑克遜鎮區 (堪薩斯州索姆奈縣)
傑克遜鎮區（英語：Jackson Township）為美國堪薩斯州索姆奈縣轄下的鎮區。2010年美国人口普查中此鎮區人口有140人。

## 地理
傑克遜鎮區涵蓋總面積為94.1平方（36.35平方英里），其中陸地面積為94.1平方（36.34平方英里），水域面積為0.026平方（0.01平方英里）或0.03%。

## 人口統計
根據2010年美國人口普查，傑克遜鎮區人口有140人，其中男性有78人，女性有62人，人口密度為每平方公里1.49人，住房計62戶。鎮區內的白人有137人，非裔美國人有0人，美洲原住民有0人，亞裔美國人有0人，太平洋島裔美國人有0人，其他種族有0人，混血種族則有3人。此外鎮區內有5人為西班牙裔或拉丁裔美國人。此鎮區之年齡中位數為49.3歲，而男性年齡中位數為44.7歲，女性年齡中位數為50.8歲。

## 交通

### 主要公路
- 81號美國國道